# Reise, Reise
Reise, Reise je v pořadí čtvrté album od německé industrial metalové skupiny Rammstein. Bylo vydáno 27. září 2004. Při nahrávání vzniklo zhruba 20 demoskladeb. Na album se jich dostalo jen 11, na zbytku skupina pracovala ještě rok a vydala na albu Rosenrot (podobně jako Load/ReLoad od Metallicy či Toxicity/Steal This Album! od System of a Down).

## Seznam skladeb
| Pořadí | Název          | Délka |
| ------ | -------------- | ----- |
| 1.     | Reise, Reise   | 4:45  |
| 2.     | Mein Teil      | 4:32  |
| 3.     | Dalai Lama     | 5:38  |
| 4.     | Keine Lust     | 3:42  |
| 5.     | Los            | 4:25  |
| 6.     | Amerika        | 3:46  |
| 7.     | Moskau         | 4:16  |
| 8.     | Morgenstern    | 3:59  |
| 9.     | Stein um Stein | 3:56  |
| 10.    | Ohne dich      | 4:32  |
| 11.    | Amour          | 4:50  |

### Bonusové písně
Vzhledem k zemi vydání může album obsahovat tyto bonusové skladby:
- "Mein Teil" – remix od Pet Shop Boys
- "Amerika Remix" od Alec Empire

## Singly
Zároveň vyšly i jako videoklipy
- "Mein Teil", první singl, vydán v červenci 2004.
- "Amerika", vydán v září 2004.
- "Ohne dich", vydán v listopadu 2004.
- "Keine Lust", vydán v únoru 2005.

## Edice
- Digipack - vyšlo v Evropě jako limitovaná edice
- Japan edition - v Japonsku vydaná verze (taky jako Digipack) s dvěma bonusovými tracky, avšak neobsahující easter egg v podobě záznamu z černé skříňky letu 123 Japan Airlines

## Zajímavosti
- Album obsahuje easter egg v podobě záznamu z černé skříňky letu 123 Japan Airlines.
- Japonská edice má obal podobný tomu co se objevil u alba Rosenrot

## Sestava
- Till Lindemann – zpěv
- Richard Z. Kruspe – kytara, doprovodné vokály
- Paul Landers – kytara, doprovodné vokály
- Oliver Riedel – baskytara
- Christoph Schneider – bicí
- Christian Lorenz – klávesy
- Viktoria Fersh – zpěv (stopa 7)
- Bärbel Bühler – hoboj (stopa 10)
- Michael Kaden – akordeon (stopy 1, 7)
- Olsen Involtini – strunná aranžmá (stopy 9, 10)
- Sven Helbig – strunná aranžmá (stopy 1, 9), aranžmá chorálů (stopy 2, 6, 8)
- Kinderchor Canzonetta – chorál (stopy 6)
- Dresdner Kammerchor – chorál (stopy 2, 6, 8), conducted by Andreas Pabst
- Deutsches Filmorchester Babelsberg – orchestrální části, dirigent Wolf Kerschek, sladění od Nucleuse, Jense Kuphala
- Köpenicker Zupforchester – Mandolína (stopa 10)